# Leo van Heil
Leo van Heil noto anche come Leo Van Heil, Leonard van Heil e Leo Heil (Bruxelles, 1605 – Bruxelles, 1664) è stato un pittore e architetto fiammingo specializzato in miniature di fiori e insetti.
È ricordato soprattutto per i suoi disegni della cappella delle Brigitte e della torre della chiesa di San Nicola, entrambi a Bruxelles.

## Biografia

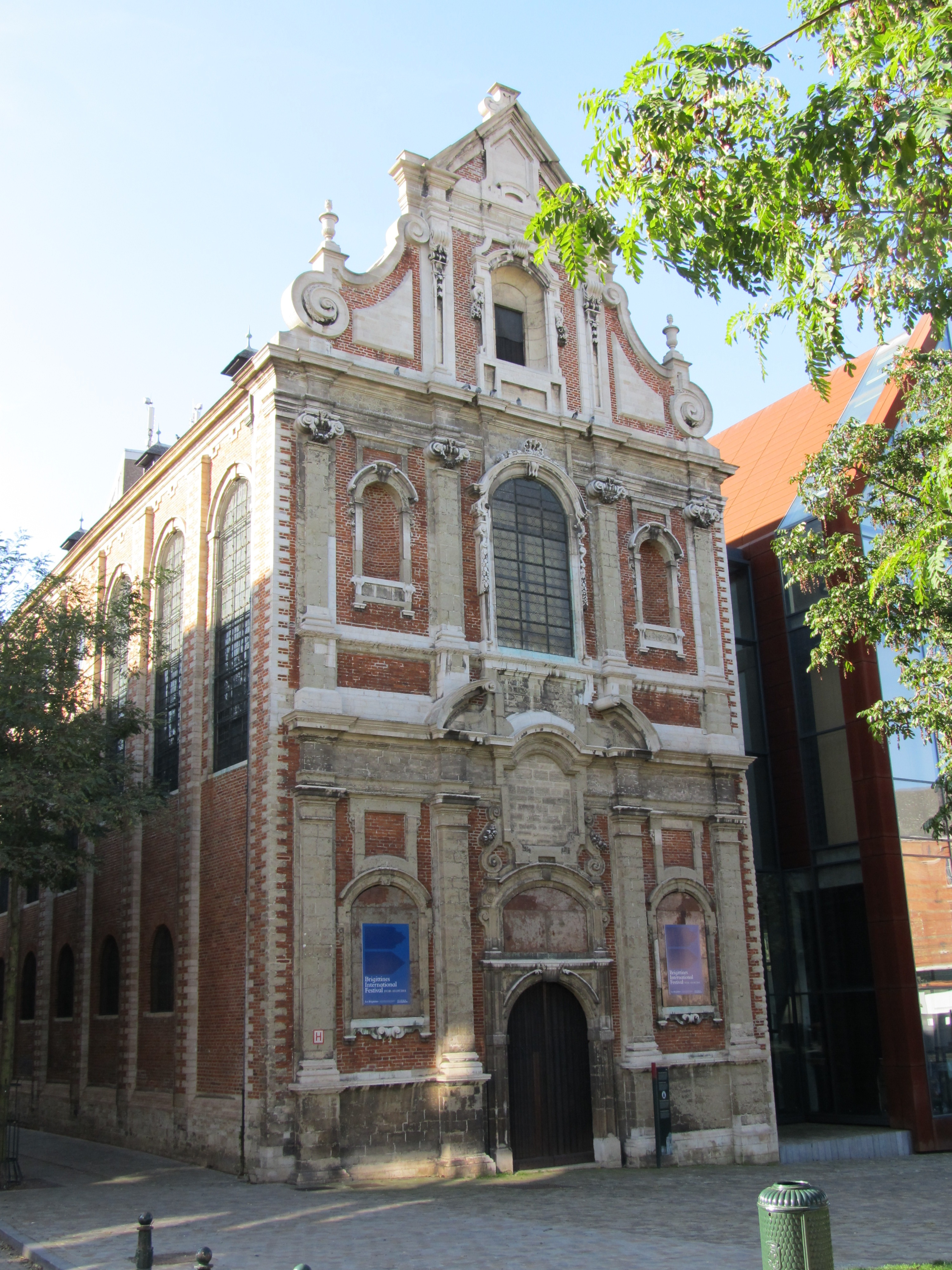
Cappella delle Brigittine a Bruxelles

Leo van Heil aveva due fratelli anch'essi artisti: Jan Baptist van Heil era un ritrattista e Daniel van Heil era un pittore di paesaggi specializzato in scene invernali e di fuochi accesi.
Quando, nel 1648, Erasmus Quellinus il Giovane ricevette l'incarico per la decorazione artistica della Gioiosa Entrata ad Anversa del nuovo governatore dei Paesi Bassi spagnoli, arciduca Leopoldo Guglielmo d'Austria, Leo van Heil venne chiamato da Quellinus come assistente per l'architettura. L'arciduca divenne suo patrono e lo nominò architetto di corte commissionandogli numerosi progetti, compreso il portale d'ingresso in pietra del palazzo dell'arciduca a Bruxelles.
Il pittore e stampatore Renier Meganck, che successivamente divenne pittore di corte a Vienna, divenne un allievo di Leo van Heil a Bruxelles nel 1656.

## Opere
Ai suoi tempi Leo van Heil era noto come architetto, pittore di fiori e insetti e altri piccoli animali e prospettive (cioè opere architettoniche). Il suo progetto dell'Abbazia di Tongerlo servi da modello per l'incisione Abbazia di Tongerlo in prospettiva a volo d'uccello realizzata dall'incisore Wenceslaus Hollar.